# Barndomslandet
Barndomslandet är en samnordisk barnboksantologi i åtta delar som utgavs 1963–1965. Enligt Margareta Strömstedt var bokserien Barndomslandet den enda som kunde hota Min skattkammares odiskutabla ställning som den bästa antologin med berättelser och dikter för barn i Sverige. Barndomslandet var ett samarbete mellan Bonniers i Stockholm, Otava i Helsingfors. Gyldendalske Boghandel i Köpenhamn, och Gyldendal Norsk Forlag i Oslo. Redaktörerna var Eva von Zweigbergk (Sverige), Aili Palmén (Finland), Anine Rud (Danmark) och Jo Tenfjord (Norge). Innehållet är internationellt, men mest är hämtat från de nordiska och engelsktalande länderna. Volymerna har dessa namn på svenska:
1. De första stegen (1963, nyutgiven 1973 som Tripp, Trapp, Trull 1)
2. Uti vår hage (1963, nyutgiven 1973 som Tripp, Trapp, Trull 2)
3. Långt bort i skogen (1963, nyutgiven 1973 som Tripp, Trapp, Trull 3)
4. Under himmelens fäste (1964, nyutgiven 1973 som Prinsessan på ärten och andra sagor)
5. Jag red mig ut (1964, nyutgiven 1973 som Pysslingarna i skogen och andra sagor)
6. Vad spelar min lind (1964, nyutgiven 1973 som Dummerjöns och andra sagor)
7. Bortom berg och djupa dalar
8. Genom regnbågens port

På andra nordiska språk har volymerna oftast namn liknande de svenska som Gjennom regnbuens port, men ibland annorlunda namn, som volym 1 Du og jeg og vi to på norska.
När de tre första delarna utgavs ånyo 1973 fick Bonniers hård kritik för att Lille Svarte Sambo och Eskimåtrollet Figge inte hade rensats ut. Förlaget försvarade sig med att en redigering skulle kosta pengar, och att förlagen i de andra nordiska länderna ville trycka om böckerna som de var.